# Ясеноваць (табір смерті)
45°17′40″ пн. ш. 16°49′40″ сх. д. / 45.294444° пн. ш. 16.827778° сх. д.
Ясеноваць (хорв. Jasenovac) — мережа таборів смерті, створена усташами у травні 1941 року. Розташовувалася на території Незалежної Держави Хорватії (НДХ), за 60 км від Загреба. Ясеноваць був найбільшим табором смерті НДХ. За різними оцінками, хорватські усташі в ньому знищили від 83 000 до понад 700 000 осіб — сотні тисяч сербів, а також тисячі євреїв і циган.

## Передісторія
У роки Другої світової війни на території окупованого Королівства Югославія відбувся геноцид сербів, євреїв і циган, а також переслідування і дискримінація вищевказаних народів. Основними організаторами геноциду були фашистський режим усташів у Незалежній Державі Хорватії та німецька окупаційна адміністрація.
Значна частина жертв геноциду загинула або постраждала в численних концтаборах, створених хорватськими усташами. Відразу після проголошення нової держави усташі почали створювати табори двох типів: депортаційні та концентраційні. У перші людей відправляли для подальшої депортації до Сербії тощо. Такі табори знаходилися поблизу Сисака, Б'єловара і Славонської Пожеги. Другі стали місцем масових убивств і символом терору з боку усташів.
У квітні — травні 1941 року в НДХ починають створюватися перші концтабори. Вони були узаконені 23 листопада того ж року під назвою «Табори інтернування і робіт» спеціальною постановою Павелича і Артуковича. Табори були розкидані по всіх територіях, що контролювали усташі. З них тільки 2 проіснували до кінця війни: в Ясеноваці і Старій Градишці. Управління ними покладалося на «Усташівську службу нагляду». Першим керуючим таборами став Мійо Бабич, але в червні 1941 року він був убитий сербськими партизанами. Його замінив новий усташівський функціонер Вєкослав Лубурич, що залишався на своїй посаді до кінця війни.

## Історія

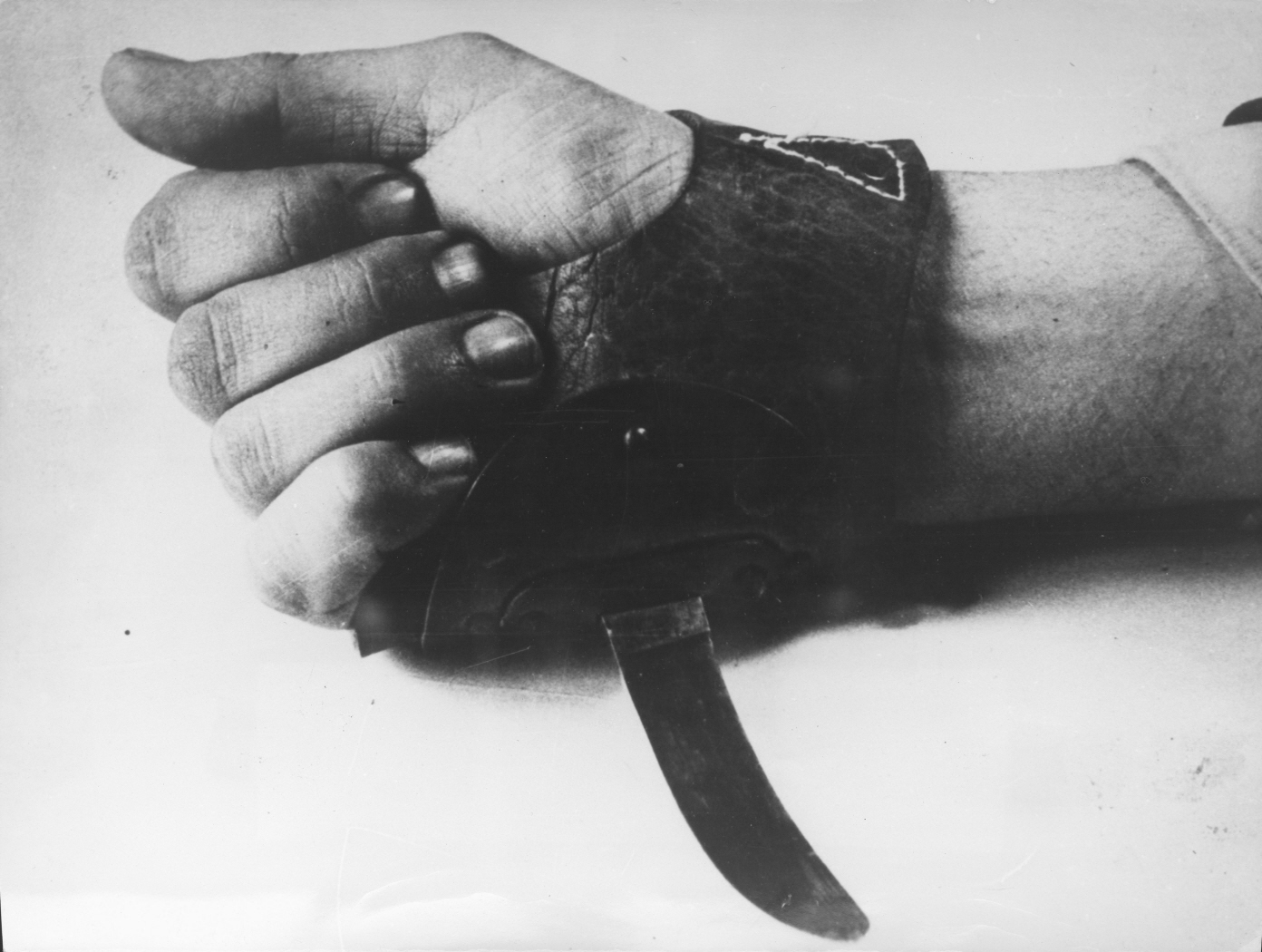
Спеціальний ніж для різанини ув'язнених концтабору — сербосек

Концтабір Ясеноваць було створено у травні 1941 року. Він являв собою комплекс із п'яти тісно пов'язаних між собою таборів, відомих під номерами від I по V.
Табір I розташовувався біля села Крап'є за 12 км на захід від Ясеноваця. Табір II було розташовано на берегах Сави і Струги, близько 3 км на північний захід від Ясеноваця, при дорозі між ним і Брочиці. Табір III розміщувався на колишньому цегельному заводі Озрена Бачич, в гирлі річки Лоні, за 3 км вниз за течією від Ясеноваця. Табір IV знаходився в самому місті, на фабриці «Козара». Табір V знаходився в Старій Градишці.
Спочатку він складався з бараків, які були побудовані його першими в'язнями. Табір складався з чотирьох секцій, призначених для сербів, євреїв, запідозрених у нелояльності хорватів і циган. Спочатку він був розрахований на 4000 в'язнів. Через деякий час комплекс був розширений будівництвом табору II. У листопаді 1941 року річки Сава і Струга, вийшовши з берегів, затопили табірний комплекс, після чого в'язні збудували табір III. Під час будівництва приблизно 650 осіб не змогли виконувати важкі роботи і були вбиті залізними молотами і сокирами. У грудні 1941 року, перед відвідинами табору іноземними журналістами, яких супроводжувала делегація від уряду НДХ, начальник концтабору Вєкослав Лубурич наказав відібрати 400 дітей у віці від 4 до 14 років, яким було надано спеціальний барак, де викладачі з числа інших в'язнів вчили їх читати, писати і співати. Через чотири дні після огляду табору журналістами ці діти та їхні викладачі були вбиті.
За час свого існування табір безперервно поповнювався в'язнями, багатьох із яких відразу ж убивали. Ув'язнені в Ясеноваці щодня рили ями для поховання вбитих. Деякі тіла тюремники табору викидали в Саву або Стругу.
Наприкінці січня 1942 року концтабір навідала чергова група журналістів і спостерігачів. Один із них, італієць Альфіо Руссо, безуспішно намагався поговорити з в'язнями, яким було заборонено відповідати на запитання відвідувачів. Руссо так описав побачене в Ясеноваці:
|  | Щодня прибувають щойно пронумеровані нові пожильці, щодня інші залишають табір, померши від страждань і виснаження |

Крім журналістів, табір відвідували також секретар дипломатичного представництва Ватикану Джузеппе Мазуччі та секретар архієпископа Степінаца Степан Ласкович. Проте вони не висловили жодних зауважень про табір.

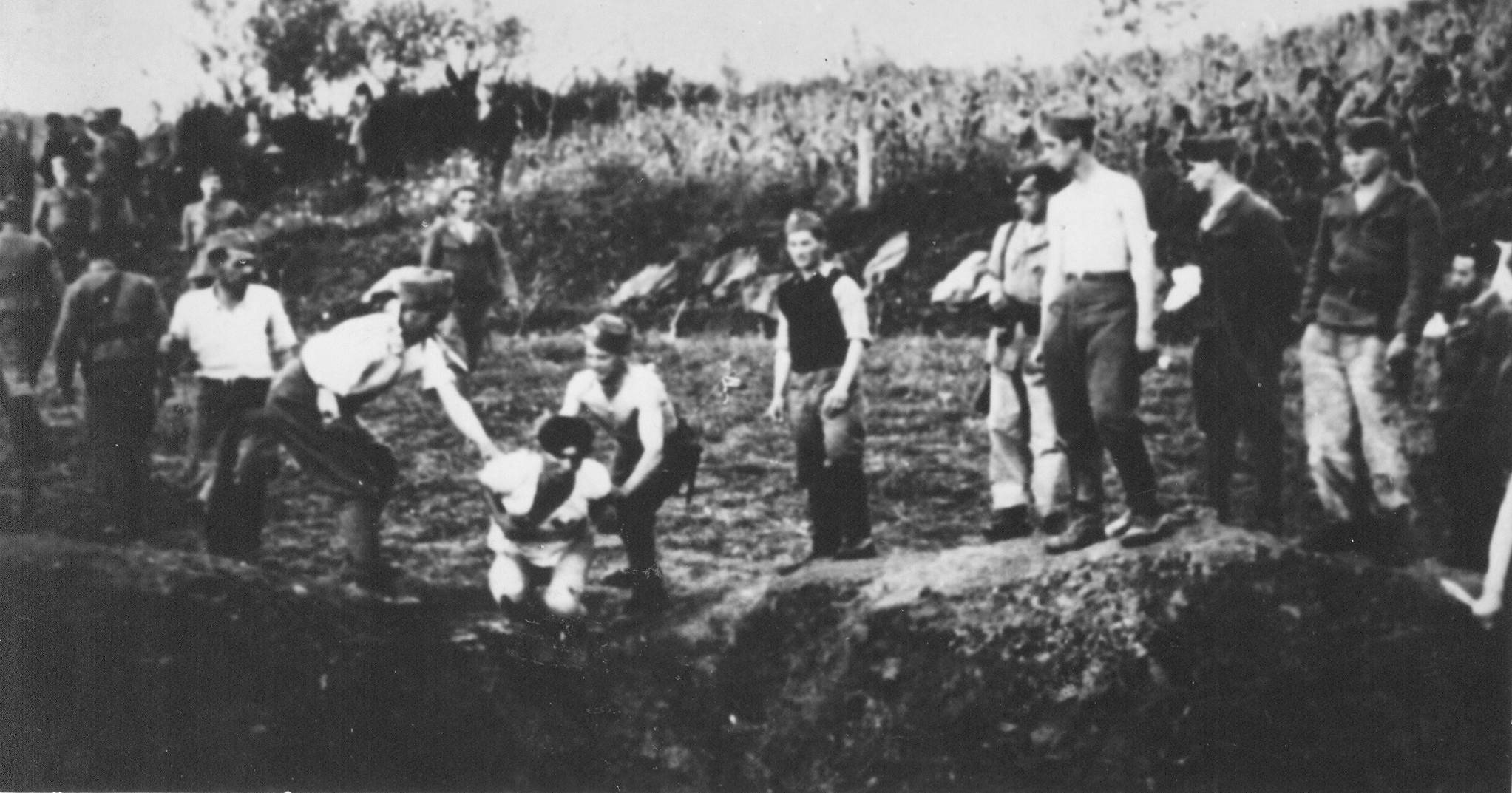
Усташі страчують ув'язнених у концтаборі Ясеноваць

У січні — лютому 1942 року в Ясеноваці були встановлені дві нові кремаційні печі, спроєктовані усташівським полковником Хінко Пічіллі. Вони пропрацювали безперервно до травня того ж року, коли були зупинені з невідомої причини. За цей час у них спалили 15 000 тіл.
24 серпня 1942 серед наглядачів табору пройшли змагання з убивств в'язнів. На них переміг Петар Брзіца, член католицької організації «Крижарі», який спеціальним ножем «сербосеком» перерізав горло за один день 1360 ув'язненим. За це з рук капелана табору він отримав золотий годинник, від адміністрації табору — срібний сервіз, і від усташів, що служили з ним у таборі — печене порося і вино.
19 листопада 1943 року близько 800 євреїв були переправлені через річку Саву, де наглядачі змусили їх викопати кілька ям. Потім всі вони були забиті киями і закопані в цих же ямах. Наприкінці листопада того ж року новий начальник табору Івіца Маткович провів експеримент над 160 людьми, в основному колишніми викладачами. Його метою було з'ясувати, скільки часу людина протримається без їжі та води. Більшість із них померли в перші ж дні, близько 40 осіб вижили, харчуючись польовою травою. Було зафіксовано і поїдання м'яса мертвих. Перед Різдвом вони спробували втекти, перепливши Саву. 35 осіб були спіймані і замкнені в бараках голими, після чого померли від обмороження.
У грудні 1944 — квітні 1945 усташі прискорили знищення в'язнів Ясеноваця. 15 000 нових ув'язнених були знищені в таборі відразу після прибуття. Тих із них, хто вижив, змушували ховати тисячі трупів. Потім усташі підпалили частину табору, щоб приховати сліди злочинів. 22 квітня останні вцілілі в'язні зробили дві спроби втекти. Перша спроба відбулася о 10:00 в таборі III, з 1000 в'язнів врятувалися приблизно 80. Друга відбулася в таборі IV близько 20:00, зі 167 осіб вціліли 11.
23 квітня 1945 партизани 25-ї ударної гірської бригади 28-ї дивізії 2-ї югославської армії зайняли табір V. 2 травня підрозділи 4-ї сербської бригади 21-ї сербської ударної дивізії 1-ї югославської армії звільнили решту території табірного комплексу.

## Кількість жертв. Увічнення пам'яті про них
Точна кількість жертв мережі таборів Ясеноваця невідома. При цьому у працях істориків, присвячених Ясеновацю, трапляються абсолютно різні цифри.
Найменші цифри жертв у 1980-і роки опублікували чорногорський історик Боголюб Кочович і хорватський історик Владимир Жерявич.
Згідно з їхніми даними, в Ясеноваці було вбито близько 83 000 сербів. Сайт меморіального музею табору смерті повідомляє, що станом на березень 2013 року були відомі імена 83 145 жертв. Схожі цифри кількості загиблих в Ясеноваці надає сайт Меморіального музею Голокосту. Згідно з його даними, в Ясеноваці загинуло від 77 000 до 99 000 сербів, євреїв, циган і хорватів. У роботах сербських істориків називаються набагато більші цифри.
Згідно з даними сайту Меморіального музею Ясеноваця, крім сербів, євреїв, циган і хорватів у таборі також убивали боснійських мусульман, словенців, словаків, чехів, українців, русинів, італійців, німців, угорців, чорногорців, поляків і румунів..
Архієрейський собор Сербської православної церкви прославив собор новомучеників Ясеновацьких. Їхні імена включено до календаря Російської православної церкви зі встановленням святкування їх пам'яті 31 серпня (13 вересня).. Серед загиблих у концтаборі був канонізований 1998 року Вукашин Ясеновацький.
Під час розпаду Югославії територія концтабору Ясеноваць і влаштований там меморіал були тимчасово занедбані. У листопаді 1991 року колишній заступник директора меморіалу Сімо Брбар забрав музейні документи і перевіз їх у Боснію і Герцеговину, де зберігав їх аж до того, як у 2001 році за допомогою сил SFOR і тодішнього керівництва Республіки Сербської передав в Американський меморіальний музей Голокосту.
Також під час розпаду Югославії сербський військовий співак Неджо Костич присвятив жертвам концтабору пісню «Јасеновац» з альбому «Освети ме сине».
У квітні 2005 року в Нью-Йорку відкрито пам'ятник жертвам Ясеноваця — єдиний публічний монумент на їх спомин за межами Балкан.
Меморіальний музей у самому Ясеноваці було знову відкрито в листопаді 2006 року. У ньому представлено нову експозицію, оформлену хорватським архітектором Хеленою Павер Нірич, яка здобула за свою працю перший приз Загребського архітектурного салону 2006 року. Над експозицією встановлено скляні панелі з іменами загиблих.
2015 року трагедії в'язнів концтабору Ясеноваць було присвячено фільм «Югославія. Кров за кров» з 10-серійного циклу «Визволена Європа» (телеканал ОНТ, Республіка Білорусь, режисер — Ілля Баранов, автори сценарію — Борис Герстен, В'ячеслав Бондаренко)